# Сабах намаз
Сабах намаз или јутарњи намаз (арап. صلاة الفجر; салат ал-феџр) први је од 5 прописаних, обавезних намаза (моливи) које муслимански верници обављају свакодневно. Уједно је и најкраћи дневни намаз који се састоји од 4 реката (2 суне и 2 обавезна фарз реката). У Курану је споменут као јутарњи намаз у сури Ен-Нур u 58. ајету, као и на другим местима у Курану.
Сабах намаз се клања од појаве зоре, па до пред излазак Сунца. 